# Замок Брага
Замок Брага (порт. Castelo de Braga) — средневековый замок во фрегезии Сан-Жуан-ду-Соту города Брага округа Брага Португалии.

## История
Астроном и географ Клавдий Птолемей (ок. 85 — ок.165) в середине II века писал в своей работе «География» о том, что до римского вторжения на Пиренейский полуостров на месте нынешней Браги находился город Бракара, переименованный римлянами в Бракара Августа. Недавние археологические исследования, проведенные Университетом Минью, позволили сделать вывод, что крепостная стена, усиленная цилиндрическими башнями, была возведена вокруг города уже в III веке.

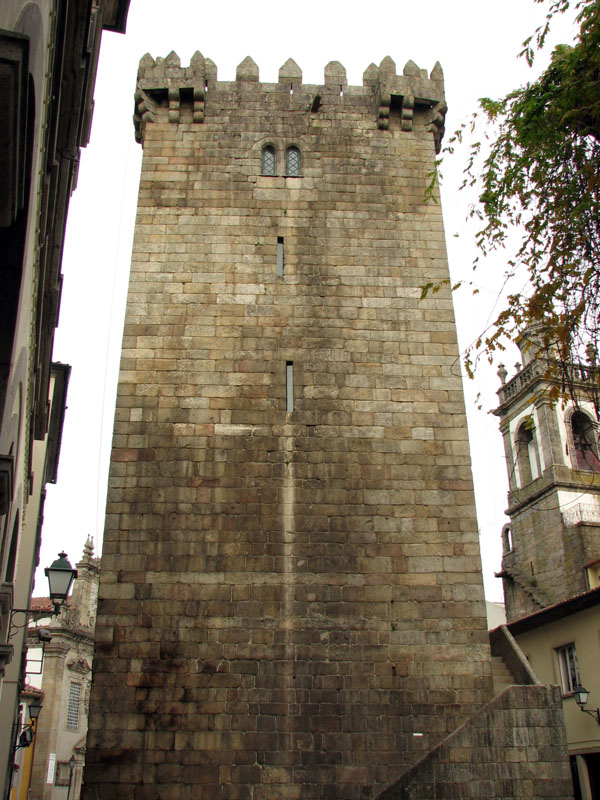
Донжон замка.

Во время варварских нашествий Брага, учитывая её важность и древность, была выбрана в качестве столицы королевства свевов, однако в дальнейшем — после завоевания вестготами и мусульманами и вхождения в состав королевства Леон — город утратил своё прежнее значение.
Хотя нет никакой достоверной информации об эволюции защитных сооружений Браги, известно, что, начиная с XI века в дополнение к северной части старой римской стены была возведена вторая стена, на юге и западе. Известно также, что в 1145 году архиепископ Браги, Жуан Пекульяр (1139—1175), пожаловал дворец в центре города ордену тамплиеров.
Начиная с XIII века был открыт новый этап в развитии города: Брага стала расширяться, и северная часть римских стен была снесена. Во времена правления короля Диниша I (1279—1325) была начата новая линия крепостных стен, дополненная полноценным замком. Строительные работы шли медленно, и в царствование Фернанду I (1367—1383) новая крепостная стена оказалась неэффективной против вторжения войск Кастилии.
В ходе кризиса 1383—1385 годов Брага, наряду с другими городами на севере Португалии, остался верна кастильской партии и королеве Беатрис. Тем не менее, в 1385 году, с примирением сторон, город признал власть её конкурента, Жуана I. Жуан I (1385—1433), в свою очередь, инициировал усиление замка Браги новыми башнями квадратного сечения.
С XVI века замок потерял свою защитную функцию и стал приходить в запустение.
В 1906 году замок Браги был разрушен, сохранился лишь донжон.
Указом 24 июня 1910 года донжон и оставшаяся часть крепостной стены были объявлены национальным памятником.

## Архитектура

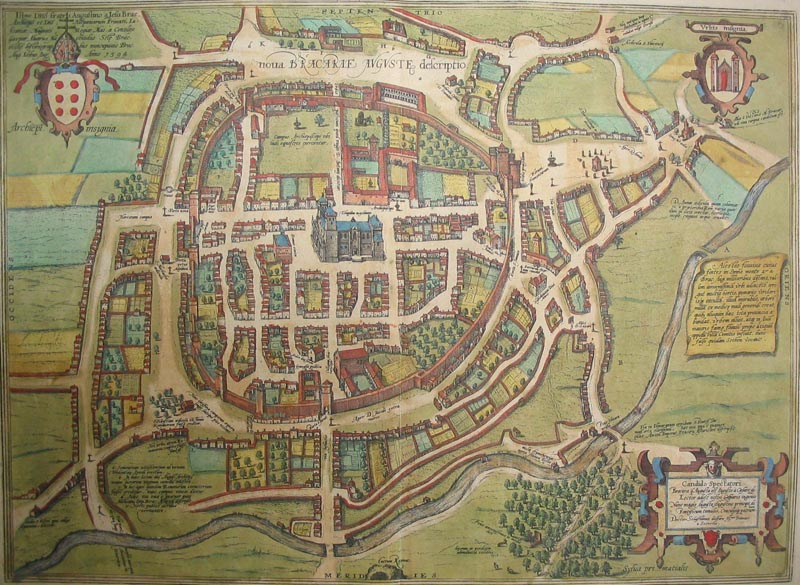
Карта Браги XVI века. В центре — замок.

Начиная с XIII века вокруг города началось возведение крепостной стены. Сочетание археологических исследований и изучения документов позволяет восстановить точное расположение стены и башен, хотя по-прежнему не известно точное расположение ворот (по данным хроник, их было по крайней мере четыре). Стена шла от нынешней арки «Porta Nova», построенной в XVIII веке на месте древних ворот, на северо-восток вдоль нынешней улицы Руа-душ-Бишкаиньуш (порт. Rua dos Biscainhos), далее к северу, через так называемые Виноградные поля (порт. Campo da Vinha), поворачивала на юго-восток и примыкала к стене замка, после чего шла на юго-запад, юг, северо-восток и снова на север, через поле и башню Святого Иакова (порт. Torre de São Tiago), и замыкалась в кольцо у «Рorta Nova».
В восточной части сохранился донжон, построенный во времена правления короля Диниша. Донжон был построен в готическом стиле и возвышается на 30 метров, внутри он разделен на три этажа. В верхней части башня имеет зубцы и бойницы.